# PalmPilot
PalmPilot Personal（パームパイロット・パーソナル）とPalmPilot Professional（パームパイロット・プロフェッショナル）は、パーム社（当時はUSロボティクスの子会社）が開発した第2世代のPalm PDAデバイスで、1997年3月10日に発売された。 

## 周辺機器と価格
パーム社は10201Uモデムも14.4 kbit/sで販売し、129ドルの価格で発売していた（このモデムはPalm IIIおよびPalm IIIxデバイスとも互換性がある）。旧モデルのPilot 1000/5000デバイスのユーザーが、パームパイロット・プロフェッショナルに合わせてOS、ROM、およびRAMをアップグレードするためのアップグレードキットもリリースされていた。発売当初の小売価格はパームパイロット・プロフェッショナルが399ドル（1MB）、パームパイロット・パーソナルが299ドル（512KB）、アップグレードキットが199ドルであった。アップグレードキットは、発売後の限られた期間で99ドルで既存の登録済みパイロットユーザーにも利用可能であった。これらのキットにはIR機能、IRダイオードを収容するための新しいプラスチック製メモリドア、1MBのメモリカード、Palm OS 2.0用の新しいROM、および最新のデスクトップソフトウェアを含むCD-ROMが含まれていた。 

## 参考
- Apple Newton
- iPAQ
- Jornada (PDA)
- グラフィティ